# ويلي مونرو جونيور
ويلي مونرو جونيور (بالإنجليزية: Willie Monroe, Jr.)‏ مواليد 17 ديسمبر 1986 في نيويورك، الولايات المتحدة، هو ملاكم محترف أمريكي يصنف ضمن فئة الوزن المتوسط.

## المسيرة الاحترافية
من نزالاته:
- انتصر على غابرييل روسادو (17-09-2016).
- خسر أمام غينادي جولوفكين بالضربة الفنية القاضية (16-05-2015).

## إحصائيات
خاض خلال مسيرته 23 نزالا، فاز في 21 ولم يتعادل وخسر في 2. فاز بالضربة القاضية في 6 نزالات.

## روابط خارجية
- ويلي مونرو جونيور على موقع بوكس ريك (الإنجليزية) (registration required)